# Malenki voin
Pour plus de détails, voir Fiche technique et Distribution.
Malenki voin (Маленький воин, Le petit Guerrier) est un film russe réalisé par Ilia Ermolov, sorti en 2021,,,.

## Fiche technique
- Photographie : Anton Drozdov-Stchaslivtsev
- Musique : Roman Vichnevski, Ivan Sintsov
- Décors : Vania Bouden, Sergueï Chitchkine
- Montage : Alexandre Amirov